# Canton de Nantua
Le canton de Nantua est une circonscription électorale française située dans le département de l'Ain en région Auvergne-Rhône-Alpes.
À la suite du redécoupage cantonal de 2014, les limites territoriales du canton sont remaniées. Le nombre de communes du canton passe de 12 à 18.

## Géographie
Ce canton est organisé autour de Nantua dans l'arrondissement de Nantua. Son altitude varie de 427 mètres à Nantua à 1 241 mètres à Lalleyriat pour une altitude moyenne de 669 mètres.

## Histoire
Le canton de Nantua a été créé en 1801.
Un nouveau découpage territorial de l'Ain (département) entre en vigueur à l'occasion des élections départementales de mars 2015, défini par le décret du 13 février 2014, en application des lois du 17 mai 2013 (loi organique 2013-402 et loi 2013-403). Les conseillers départementaux sont, à compter de ces élections, élus au scrutin majoritaire binominal mixte. Les électeurs de chaque canton élisent au Conseil départemental, nouvelle appellation du Conseil général, deux membres de sexe différent, qui se présentent en binôme de candidats. Les conseillers départementaux sont élus pour six ans au scrutin binominal majoritaire à deux tours, l'accès au second tour nécessitant 12,5 % des inscrits au premier tour. En outre la totalité des conseillers départementaux est renouvelée. Ce nouveau mode de scrutin nécessite un redécoupage des cantons dont le nombre est divisé par deux avec arrondi à l'unité impaire supérieure si ce nombre n'est pas entier impair, assorti de conditions de seuils minimaux. Dans l'Ain, le nombre de cantons passe ainsi de 43 à 23. Le nombre de communes du canton de Nantua passe de 12 à 18.
Le nouveau canton de Nantua est formé de communes des anciens cantons de Nantua (12 communes), de Oyonnax-Nord (2 communes) et de Oyonnax-Sud (4 communes). Le canton est entièrement inclus dans l'arrondissement de Nantua. Le bureau centralisateur est situé à Nantua.

## Représentation

### Conseillers départementaux depuis 2015
| Période élective | Période élective | Mandat | Mandat | Identité          | Nuance | Nuance | Qualité |
| ---------------- | ---------------- | ------ | ------ | ----------------- | ------ | ------ | --- |
| 2015             | 2021             | 2015   | 2021   | Jean Deguerry     |        | LR     | Conseiller municipal de Montréal-la-Cluse Président du Conseil départemental Président de la Communauté de communes du Haut-Bugey, suppléant du député Damien Abad |
| 2015             | 2021             | 2015   | 2021   | Natacha Lorillard |        | LR     | Employée - Conseillère municipale de Bellignat depuis 2020 |
| 2021             | 2023             | 2021   | 2028   | Jean Deguerry     |        | LR     | Conseiller sortant, Premier adjoint au maire de Montréal-la-Cluse, Président du conseil départemental                                                              |
| 2021             | 2023             | 2021   | 2023   | Natacha Lorillard |        | LR     | Conseillère sortante Décédée en fonctions |
| 2023             | 2028             | 2021   | 2028   | Jean Deguerry     |        | LR     | Conseiller sortant, Premier adjoint au maire de Montréal-la-Cluse, Président du conseil départemental                                                              |
| 2023             | 2028             | 2023   | 2028   | Laurence Poncet   |        | LR     | |

#### Élections de mars 2015
À l'issue du premier tour des élections départementales de 2015, deux binômes sont en ballottage : Jean Deguerry et Natacha Lorillard (Union de la Droite, 50,69 %) et Morgan Benoit et Valérie Berthaud (FN, 31,05 %). Le taux de participation est de 47,73 % (6 276 votants sur 13 149 inscrits) contre 48,99 % au niveau départemental et 50,17 % au niveau national.
Au second tour, Jean Deguerry et Natacha Lorillard (Union de la Droite) sont élus avec 67,92 % des suffrages exprimés et un taux de participation de 46,84 % (3 893 voix pour 6 159 votants et 13 149 inscrits).

#### Élections de juin 2021
Le premier tour des élections départementales de 2021 est marqué par un très faible taux de participation (33,26 % au niveau national). Dans le canton de Nantua, ce taux de participation est de 33,62 % (4 445 votants sur 13 223 inscrits) contre 31,48 % au niveau départemental. À l'issue de ce premier tour, deux binômes sont en ballottage : Jean Deguerry et Natacha Lorillard (Union au centre et à droite, 79,33 %) et Frédéric Franck et Martine Veil (Union Extrême droite, 20,67 %).

### Période antérieure à 2015

#### Conseillers généraux de 1833 à 2015
| Période | Période          | Identité                       | Étiquette              | Qualité |
| ------- | ---------------- | ------------------------------ | ---------------------- | --- |
| 1833    | 1836             | Joseph Aimé Mollat (1795-1868) |                        | Juge au Tribunal civil, ancien conseiller municipal de Belley                                                           |
| 1836    | 1848             | Claude Louis Maissiat          |                        | Maire de Nantua (1838-....), conseiller d'arrondissement                                                                |
| 1848    | 1856 (décès)     | Joseph-Marie Bolliet           |                        | Juge de paix à Nantua, conseiller d'arrondissement                                                                      |
| 1856    | 1871             | Édouard Girod de l'Ain         | Centre droit           | Ancien maître des requêtes au Conseil d'État Député (1865-1870)                                                         |
| 1871    | 1881 (démission) | Jules Chanal                   | Gauche républicaine    | Avocat à Nantua |
| 1881    | 1917 (décès)     | Camille Baudin (1827-1917)     | Rad.                   | Médecin à Nantua, conseiller d'arrondissement                                                                           |
| 1917    | 1919             | siège vacant                   |                        | |
| 1919    | 1935 (démission) | Eugène Chanal                  | Rad.                   | Avocat Député (1902-1919) Sénateur (1920-1945)                                                                          |
| 1935    | 1940             | Henri Grézel                   | Rad.                   | Médecin - Maire puis conseiller municipal de Nantua, conseiller d'arrondissement Nommé conseiller départemental en 1942 |
|         |                  |                                |                        | |
| 1945    | 1955             | Anthelme Perrin                | Rad.                   | Ingénieur - Maire de Nantua                                                                                             |
| 1955    | 1967             | Claudius Piron (1910-2001)     | DVG (app. Rad.)        | Imprimeur Maire de Nantua (1953-1967)                                                                                   |
| 1967    | 1985             | Simon Pernod                   | Centriste puis UDF-CDS | Directeur commercial Maire de Nantua (1971-1975)                                                                        |
| 1985    | 2011             | Claude Ferry (1938-2014)       | RPR puis UMP puis DVD  | Chef d'entreprise Maire de Géovreissiat (1995-2001)                                                                     |
| 2011    | 2015             | Jean Deguerry                  | DVD puis UMP           | Commercial Maire de Montréal-la-Cluse (2014-2017) Président de la Communauté de communes d'Oyonnax depuis 2014          |

#### Conseillers d'arrondissement (de 1833 à 1940)
Le canton de Nantua avait deux conseillers d'arrondissement jusqu'en 1855, puis de 1883 à 1889.
| Période                                  | Période          | Identité                     | Étiquette             | Qualité |
| ---------------------------------------- | ---------------- | ---------------------------- | --------------------- | --- |
| 1833                                     | 1836             | Claude Louis Maissiat        |                       | Adjoint au maire de Nantua                                                                                  |
| 1833                                     | 1842             | Philibert Rollet             |                       | Ancien notaire, maire de Saint-Martin-du-Fresne                                                             |
| 1836                                     | 1842             | Jean Joseph Monnet           |                       | Notaire et marchand de bois à Nantua                                                                        |
| 1842                                     | 1848             | Joseph Marie Bolliet         |                       | Juge de paix à Nantua                                                                                       |
| 1848                                     | 1855             | Eugène Jantet                |                       | Notaire à Nantua                                                                                            |
| 1848                                     | 1851 (décès)     | Auguste Passerat             |                       | Banquier, avocat, négociant à Nantua                                                                        |
| 1851                                     | 1864             | Amédée Reydellet (1787-1872) |                       | Ancien ingénieur des Ponts et Chaussées, propriétaire à Nantua                                              |
| 1864                                     | 1871             | Pierre-Clément Larochette    |                       | Médecin à Nantua                                                                                            |
| 1871                                     | 1881 (démission) | Camille Baudin               | Républicain           | Médecin à Nantua                                                                                            |
| 1881                                     | 1890 (démission) | Joseph Bachoud               | Républicain           | Agriculteur, Président du Conseil d'arrondissement, élu conseiller général du canton d'Izernore             |
| sept.1890                                | 1895             | Louis Collet                 | Républicain           | Propriétaire rentier à Nantua                                                                               |
| 1895                                     | 1898             | Gustave Touillon             | Républicain           | Avocat à Nantua                                                                                             |
| 1898                                     | 1904             | Charles Moinat               | Républicain           | Architecte à Nantua                                                                                         |
| 1904                                     | 1912 (décès)     | Louis Devallon               | Radical               | Ébéniste, fabricant de meubles, Président de la société coopérative de Nantua, membre de la Libre Pensée    |
| 10 mars 1912                             | 1919             | Joachim Delbos               | Radical               | Architecte à Nantua                                                                                         |
| 1919                                     | 1924 (décès)     | Julien Arène fils            |                       | Avocat à Nantua                                                                                             |
| 1922                                     | 1940             | Antoine Mercier              | Radical               | Maire de Montréal-la-Cluse                                                                                  |
| 1924                                     | 1928             | Marius Baillet               | Radical               | Industriel, conseiller municipal de Nantua                                                                  |
| 1928                                     | 1934             | Gabriel Genoux               | SFIO                  | Chaudronnier mécanicien, conseiller municipal de Nantua                                                     |
| 1931                                     | 1934             | Henri Grézel                 | Radical               | Médecin à Nantua                                                                                            |
| 1934                                     | 1940             | Jean-Marie Fréjus            | Alliance républicaine | Maire des Neyrolles                                                                                         |
| 1940                                     |                  |                              |                       | Les conseils d'arrondissement ont été suspendus par la loi du 12 octobre 1940 et n'ont jamais été réactivés |
| Les données manquantes sont à compléter. |                  |                              |                       | |

Source : Journal Le Courrier de l'Ain sur le site des archives départementales.

## Composition

Localisation du canton dans l'Ain avant 2015

### Composition avant 2015
Le canton de Nantua regroupait douze communes.
| Nom                   | Code Insee | Codepostal  | Superficie (km2) | Population (dernière pop. légale) | Densité (hab./km2) |
| --------------------- | ---------- | ----------- | ---------------- | --------------------------------- | ------------------ |
| Nantua (chef-lieu)    | 01269      | 01130 01460 | 12,79            | 3 588 (2012)                      | 281                |
| Apremont              | 01011      | 01100       | 14,57            | 385 (2012)                        | 26                 |
| Brion                 | 01063      | 01460       | 4,48             | 517 (2012)                        | 115                |
| Charix                | 01087      | 01130       | 18,27            | 283 (2012)                        | 15                 |
| Béard-Géovreissiat    | 01170      | 01460       | 4,69             | 974 (2012)                        | 208                |
| Lalleyriat            | 01204      | 01130       | 15,25            | 255 (2012)                        | 17                 |
| Maillat               | 01228      | 01430       | 11,31            | 657 (2012)                        | 58                 |
| Montréal-la-Cluse     | 01265      | 01460       | 12,83            | 3 424 (2012)                      | 267                |
| Les Neyrolles         | 01274      | 01130       | 9,50             | 634 (2012)                        | 67                 |
| Le Poizat             | 01300      | 01130       | 17,90            | 440 (2012)                        | 25                 |
| Port                  | 01307      | 01460       | 4,25             | 850 (2012)                        | 200                |
| Saint-Martin-du-Frêne | 01373      | 01430       | 19,14            | 1 098 (2012)                      | 57                 |

### Composition à partir de 2015
Le nouveau canton de Nantua comprenait dix-huit communes entières.
À la suite de la fusion, au 1er janvier 2017, de Lalleyriat et du Poizat pour former la commune du Poizat-Lalleyriat, le nombre de communes descend à 17.
| Nom                            | Code Insee | Intercommunalité            | Superficie (km2) | Population (dernière pop. légale) | Densité (hab./km2) | Modifier                                    |
| ------------------------------ | ---------- | --------------------------- | ---------------- | --------------------------------- | ------------------ | ------------------------------------------- |
| Nantua (bureau centralisateur) | 01269      | CA Haut-Bugey Agglomération | 12,79            | 3 431 (2022)                      | 268                | modifier les données · modifier les données |
| Apremont                       | 01011      | CA Haut-Bugey Agglomération | 14,57            | 399 (2022)                        | 27                 | modifier les données · modifier les données |
| Béard-Géovreissiat             | 01170      | CA Haut-Bugey Agglomération | 4,69             | 1 048 (2022)                      | 223                | modifier les données · modifier les données |
| Belleydoux                     | 01035      | CA Haut-Bugey Agglomération | 17,63            | 306 (2022)                        | 17                 | modifier les données · modifier les données |
| Bellignat                      | 01031      | CA Haut-Bugey Agglomération | 7,83             | 3 581 (2022)                      | 457                | modifier les données · modifier les données |
| Brion                          | 01063      | CA Haut-Bugey Agglomération | 4,48             | 591 (2022)                        | 132                | modifier les données · modifier les données |
| Charix                         | 01087      | CA Haut-Bugey Agglomération | 18,27            | 280 (2022)                        | 15                 | modifier les données · modifier les données |
| Échallon                       | 01152      | CA Haut-Bugey Agglomération | 28,09            | 774 (2022)                        | 28                 | modifier les données · modifier les données |
| Géovreisset                    | 01171      | CA Haut-Bugey Agglomération | 3,31             | 843 (2022)                        | 255                | modifier les données · modifier les données |
| Groissiat                      | 01181      | CA Haut-Bugey Agglomération | 6,32             | 1 216 (2022)                      | 192                | modifier les données · modifier les données |
| Maillat                        | 01228      | CA Haut-Bugey Agglomération | 11,31            | 693 (2022)                        | 61                 | modifier les données · modifier les données |
| Martignat                      | 01237      | CA Haut-Bugey Agglomération | 13,25            | 1 667 (2022)                      | 126                | modifier les données · modifier les données |
| Montréal-la-Cluse              | 01265      | CA Haut-Bugey Agglomération | 12,83            | 3 584 (2022)                      | 279                | modifier les données · modifier les données |
| Les Neyrolles                  | 01274      | CA Haut-Bugey Agglomération | 9,50             | 623 (2022)                        | 66                 | modifier les données · modifier les données |
| Le Poizat-Lalleyriat           | 01204      | CA Haut-Bugey Agglomération | 33,15            | 740 (2022)                        | 22                 | modifier les données · modifier les données |
| Port                           | 01307      | CA Haut-Bugey Agglomération | 4,25             | 843 (2022)                        | 198                | modifier les données · modifier les données |
| Saint-Martin-du-Frêne          | 01373      | CA Haut-Bugey Agglomération | 19,14            | 1 027 (2022)                      | 54                 | modifier les données · modifier les données |
| Canton de Nantua               | 0114       |                             | 221,41           | 21 646 (2022)                     | 98                 | modifier les données                        |

## Démographie

### Démographie avant 2015
| 1962  | 1968  | 1975  | 1982   | 1990   | 1999   | 2006   | 2011   | 2012   |
| ----- | ----- | ----- | ------ | ------ | ------ | ------ | ------ | ------ |
| 7 970 | 8 500 | 9 477 | 10 574 | 12 185 | 13 181 | 13 110 | 13 148 | 13 105 |

### Démographie depuis 2015
En 2022, le canton comptait 21 646 habitants, en évolution de +0,97 % par rapport à 2016 (Ain : +5,15 %, France hors Mayotte : +2,11 %).
| 2013   | 2018   | 2022   |
| ------ | ------ | ------ |
| 21 495 | 21 409 | 21 646 |